# Winkelmesser

Gebrauch eines Universal-Winkelmessers, Nonius-Ablesung

Ein Winkelmesser (auch Gradmesser, im älteren Sprachgebrauch auch Protraktor oder Transporteur genannt) ist ein einfaches Goniometer zur Winkelmessung oder zum Eintragen eines Winkels. Er besteht aus einer kreis- oder halbkreisförmigen Scheibe mit Winkeleinteilung. Die Scheibe kann aus Kunststoff, starkem Papier oder Blech bestehen. Üblich sind Durchmesser von 8 bis 15 cm und Teilungen von 1° bzw. 0,5°, in der Vermessung auch 0,5 Gon (Neugrad). Die Genauigkeit beträgt je nach Durchmesser der Skala etwa 0,1 bis 0,5°.
Häufig sind Winkelmesser in Zeichen- oder Geodreiecke integriert. Ein Dreieck des Nautischen Bestecks ist regelmäßig mit einem Winkelmesser ausgestattet. Genauere Winkelmesser besitzen eine schwenkbare Schiene mit Maßstab (Längenteilung auf Millimeter), die am gewünschten Winkel festgestellt werden kann.
Beim halbkreisförmigen Transporteur läuft die mm-Teilung entlang des Durchmessers. Exemplare für die Geodäsie (zur Kartierung eingemessener Punkte) oder für die Kartografie haben große Durchmesser von etwa 30 cm. Hier kann die Skala auch im meistverwendeten Maßstab beziffert sein (z. B. 1:500 oder 1:2000, bzw. 1:1440 oder 1:2880 für die früheren Katastermappen). Im Handwerk ist meist das exakte Messen eines Winkels unnötig, hier wird zum Übertragen eines Winkels auf ein Werkstück eine Schmiege verwendet.

Verschiedene Winkelmesser
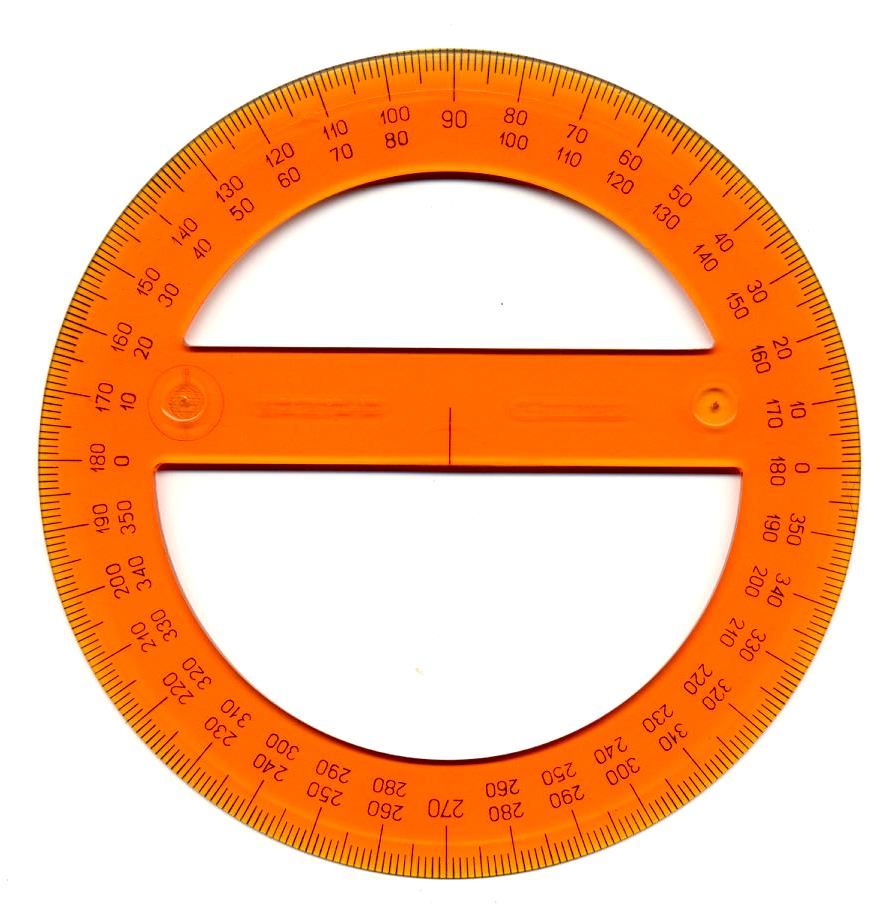
360-Grad-Winkelmesser
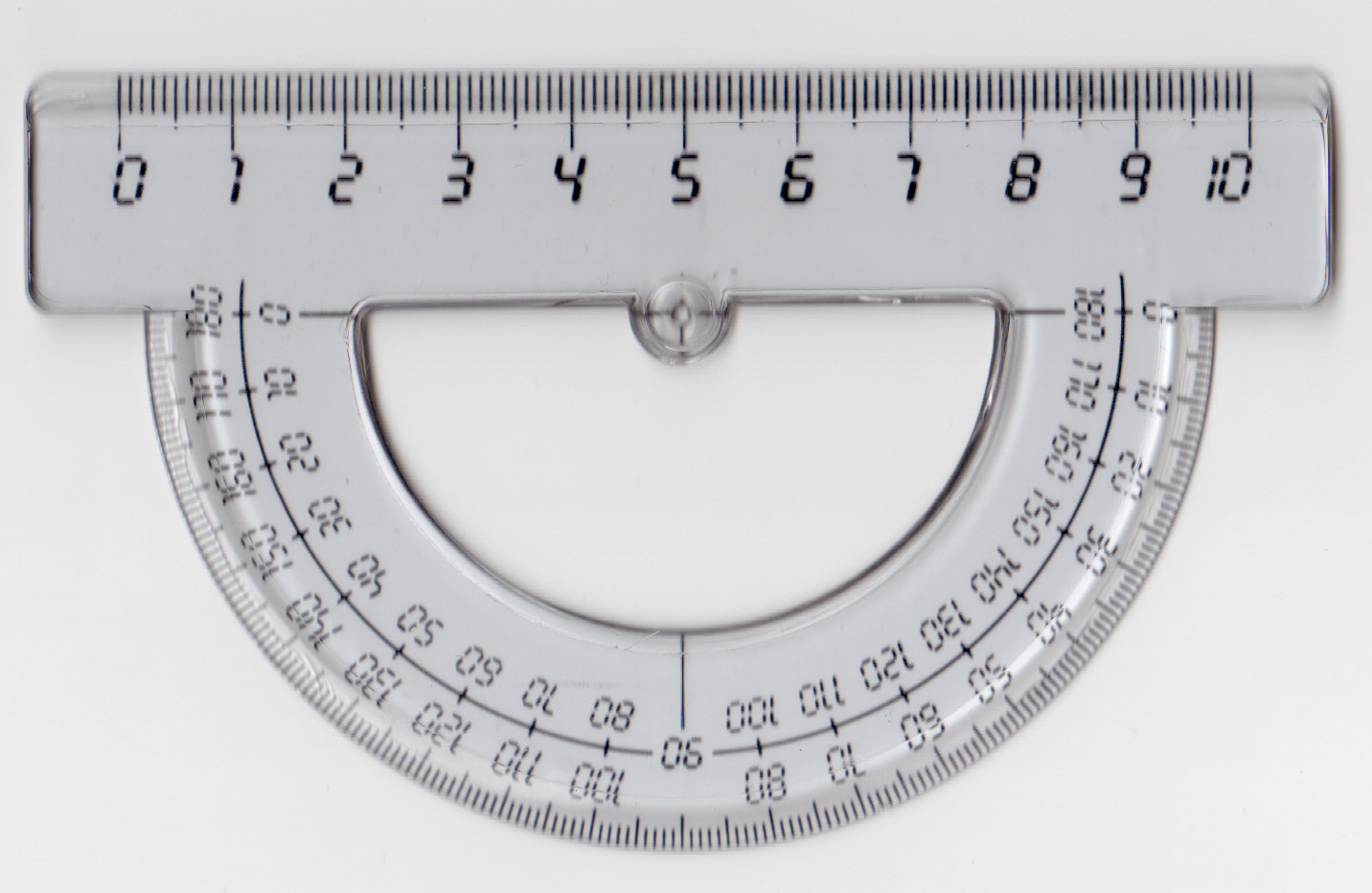
Typischer Winkelmesser mit kleinem Lineal für den Schulgebrauch
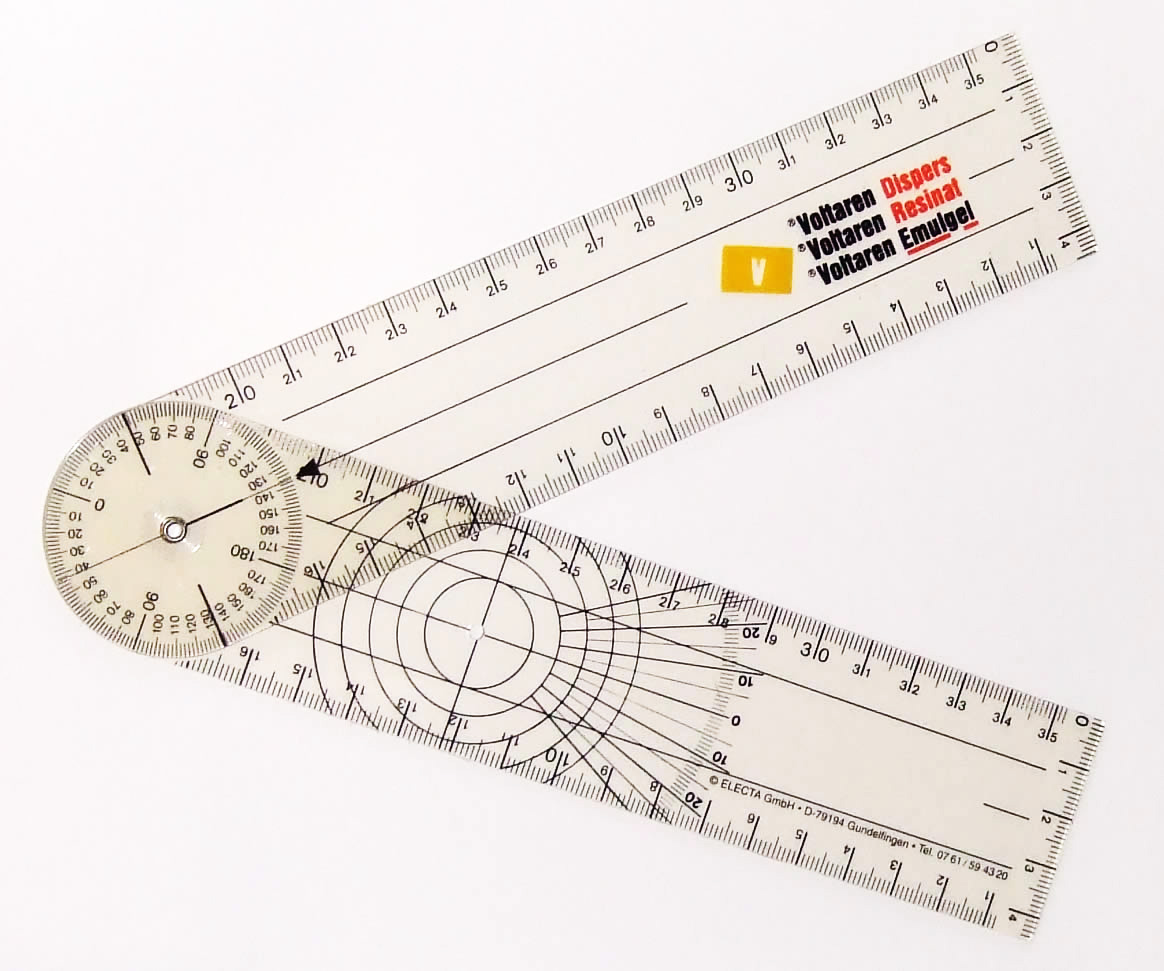
Medizinischer Winkelmesser
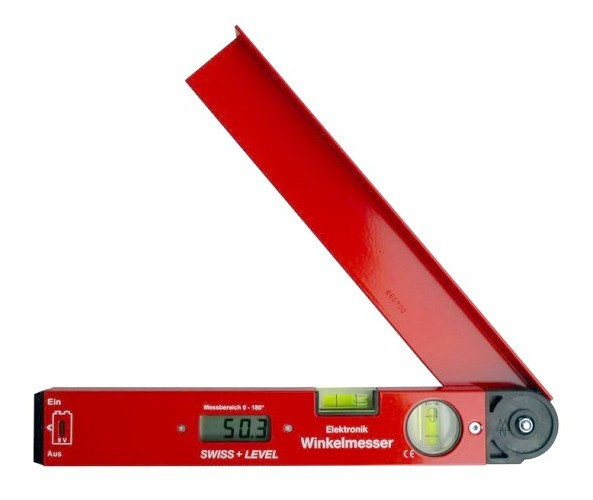
Elektronischer Winkelmesser mit Digitalanzeige

Winkelmesser im heutigen Sinne entstanden in der zweiten Hälfte des 18. Jahrhunderts, als Wissenschaftler wie Jesse Ramsden und Georg Friedrich Brander die vorher noch recht unvollkommenen Geräte so weit verfeinerten, dass sich die einzelnen Teilstriche mit bloßem Auge kaum noch unterscheiden ließen. Zu dieser Zeit waren die bevorzugten Herstellungsmaterialien Holz, Messing, Silber, Kupfer oder Elfenbein; in der ersten Hälfte des 20. Jahrhunderts waren Blech und Zelluloid üblich. Heute gibt es auch elektronische Winkelmesser, die üblicherweise mit einem Drehsensor arbeiten.
Verwandte Messgeräte sind der Neigungsmesser, der Theodolit, ein optischer Winkelmesser in der Baubranche und Landvermessung, der Gefällemesser als ein einfacher, optischer Winkelmesser zur Bestimmung von Gefällen, Steigungen und zur indirekten Höhenmessung, sowie der Sextant als ein optischer Winkelmesser für die Navigation. In der synthetischen Geometrie wird die uneingeschränkte Möglichkeit, Winkel zu messen, das heißt dort, dass jeder Streckenlänge umkehrbar eindeutig eine Klasse von Winkeln entspricht, als ein Axiom, das Winkelmesseraxiom formuliert, siehe → Euklidischer Körper.